# Значна шкода
Значна́ шко́да — шкода, об'єм якої в даних умовах перевищує поріг терпимості (бездіяльності) суспільства і держави.
Вчинення індивідом правопорушення, яке завдало значної шкоди, тягне за собою різні види юридичної відповідальності. І навпаки, якщо шкода від правопорушення не виходить на межі значної, це є підставою звільнення від відповідальності, навіть за наявності повного складу правопорушення.
У кримінальному праві термін «значна шкода» використовується для позначення межі, з якої наступає кримінальна відповідальність за неправомірні дії особи. Наприклад: «Перевищенням меж крайньої необхідності є умисне заподіяння шкоди правоохоронюваним інтересам, якщо така шкода є більш значною, ніж відвернена шкода».
Покарання за майнові злочини варіюється в залежності від розміру шкоди, ними завданої. Так,
- щодо злочинів, що посягають на інтелектуальну власність, розмір шкоди визначений як такий, що перевищує значний розмір, якщо вона у двадцять і більше разів перевищує неоподатковуваний мінімум доходів громадян[3];
- щодо крадіжки і т.п. — значна шкода визнається із врахуванням матеріального становища потерпілого та якщо йому спричинені збитки на суму від ста до двохсот п'ятдесяти неоподатковуваних мінімумів доходів громадян[4];
- щодо маніпулювання на фондовому ринку — у п'ятсот і більше разів перевищує неоподатковуваний мінімум доходів громадян[5]; і т. д.

Шкода, яка перевищує значну, називається великою. Та, що перевищує велику — особливо великою.
Значна шкода може бути заподіяна не лише майну, а й, наприклад, інтересам. У такому випадку її наявність визначається оціночно, виходячи з фактичних обставин справи та на основі попередньої практики. «До нематеріальної значної шкоди при самоправстві потрібно відносити, зокрема, заподіяння шкоди здоров'ю людини, порушення політичних, трудових, житлових та інших конституційних прав і свобод людини і громадянина».

У митній справі є поняття значної або істотної шкоди як погіршення виробничого, торговельного або фінансового становища національного товаровиробника, що призводить до значного загального спаду в національному виробництві певного товару. З метою визначення, чи заподіює значну шкоду або загрожує заподіянням значної шкоди національному товаровиробнику імпорт в Україну певного товару, здійснюється спеціальне розслідування.

Поряд з поняттям «значна шкода» використовується також «істо́тна шкода». Ці терміни в цілому взаємозамінні, проте під істотною шкодою найчастіше розуміються негрошові виміри. Наприклад: істотна шкода здоров'ю; істотне погіршення екологічної обстановки тощо.